# Logaritmická stupnice

Logaritmická stupnice od 0,1 do 100.

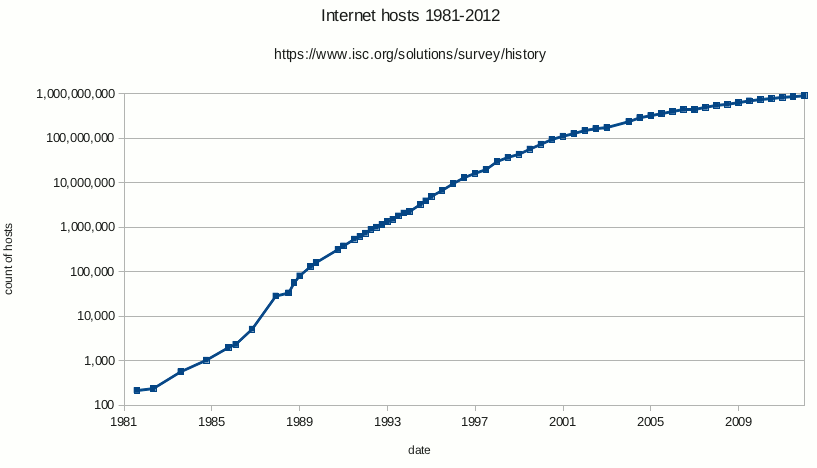
Logaritmický graf růstu počtu připojených počítačů k Internetu (normální graf by měl rychle stoupající exponenciální křivku).

Logaritmická stupnice je stupnice, jejímž měřítkem je logaritmus určité konstanty. Hodnoty na logaritmické stupnici nerostou lineárně, ale geometrickou řadou. Proto na rozdíl od běžné stupnice, kde vzdálenost jednoho dílu znamená zvýšení hodnoty o danou konstantu (měřítko), na logaritmické stupnici jeden díl znamená vynásobení předchozí hodnoty konstantou. 
Logaritmická stupnice je vhodná pro veličiny, které mají velký rozsah hodnot, nejmenší a největší hodnoty se liší o mnoho řádů.

## Základ logaritmu
Logaritmické stupnice nejčastěji používají logaritmus o základu deset, řidčeji pak přirozený logaritmus případně jiné základy. Při grafickém znázornění se k popisu logaritmické stupnice může používat různý zápis, buď úplný nebo zkrácený – základ logaritmu je vynecháván a píše se jen samotný logaritmus. Stejný význam pak mají např. tyto druhy zápisu:
- 0,01; 0,1; 1; 10; 100 …
- {\displaystyle 10^{-2}}; {\displaystyle 10^{-1}}; {\displaystyle 10^{0}}; {\displaystyle 10^{1}}; {\displaystyle 10^{2}} …
- -2; -1; 0; 1; 2 …

## Příklady použití
Logaritmickou stupnici používá logaritmické pravítko, které díky nim umožňuje převést násobení na sčítání.
Logaritmy využívají například tyto stupnice:
- bel a decibel pro měření hlasitosti zvuku a elektrického výkonu;
- Richterova stupnice pro určení intenzity zemětřesení;
- pH – stupnice v chemii pro měření kyselosti resp. zásaditosti;
- hvězdná velikost;
- hudební stupnice – každý hudební interval odpovídá určitému podílu frekvencí.